# Elvira Fanny Harriet Napier
Elvira Fanny Harriet Napier, primeira e única viscondessa e condessa de Napier de São Vicente (4 de março de 1818 – ?), foi uma nobre portuguesa, filha do almirante Charles Napier.

## Títulos
Recebeu o título de viscondessa de Napier de São Vicente, por troca do título paterno de visconde do Cabo de São Vicente, por decreto de 7 de Dezembro de 1842, de D. Maria II de Portugal. Posteriormente, foi elevada a condessa de Napier de São Vicente.